# JT硬式野球部
JT硬式野球部（ジェイティーこうしきやきゅうぶ）は、宮城県仙台市に本拠地を置き、日本野球連盟に加盟していた社会人野球の企業チームである。
チーム創設3年目から23年間在籍し続ける「ミスターJT」こと原野優などが在籍し、個性の強い選手が多い名チームとして知られていた。

## 概要
1980年、日本専売公社東北支社と仙台工場の軟式野球部を統合して硬式野球部に再編し、『日本専売公社東北硬式野球部（専売東北）』として創部。1983年、日本選手権に初出場を果たす。
1985年4月1日より日本専売公社の民営化により日本たばこ産業が誕生したため、チーム名称を『日本たばこ東北硬式野球部』に改称した。
1988年にチーム名を『日本たばこ硬式野球部』に改称し、同年は都市対抗野球に初出場を果たしベスト8まで進出した。
1989年にチーム名を『JT硬式野球部』に改称し、その後は東北の強豪として全国大会の常連となる。
しかし、たばこ需要の減少から本社がスポーツ部門の再編を進める中、2003年に仙台工場が閉鎖されたのに伴い、翌2004年限りでの廃部が発表される。最後の夏となった2004年は、理事会推薦特別枠で1年限りの増枠となった東北第3代表で都市対抗野球に出場。七十七銀行とともにベスト4まで進出し、東北旋風を巻き起こした。
練習用施設として仙台工場の敷地内に設けられていたJT球場は、2005年から東仙台球場と名称を変え、市の施設として運営されていたが、2006年限りで閉鎖された。

## 沿革
- 1980年 - 『日本専売公社東北（専売東北）』として創部
- 1983年 - 社会人野球日本選手権大会に初出場（初戦敗退）
- 1985年 - 日本専売公社の民営化に伴い、チーム名を『日本たばこ東北』に改称
- 1988年 - 練習グラウンド（JT球場）竣工、チーム名を『日本たばこ』に改称、都市対抗野球大会に初出場（8強）
- 1989年 - チーム名を『JT』に改称
- 2004年 - シーズン終了後に廃部

## 主要大会の出場歴・最高成績
- 都市対抗野球大会 - 出場12回、4強1回（2004年）
- 社会人野球日本選手権大会 - 出場14回、4強1回（1991年）

## 主な出身プロ野球選手
- 佐藤誠一（投手） - 退部後、日本ハムファイターズの球団職員（練習生）となり、1982年ドラフト2位で日本ハムファイターズから指名
- 古溝克之（投手） - 1984年ドラフト2位で阪急ブレーブスから指名

## かつて在籍していた選手
- 江井康胤（内野手） - 廃部後、JTでの勤務を続けながらクラブチームのNTTグループ東北マークスに移籍
- 原野優（外野手） - 創部3年目から廃部するまで23年間在籍、プロ入りした古溝と同期入社